# Copa Espírito Santo de Futebol de 2011
A Copa Espírito Santo de 2011 foi a 9ª edição do segundo maior torneio de futebol do estado do Espírito Santo.

## Formato
Na primeira fase, as dez equipes, divididas em dois grupos com cinco equipes cada, jogam em turno e returno, todos contra todos dentro do próprio grupo. Na fase seguinte, as quatro melhores de cada grupo disputam as quartas-de-final, em cruzamento olímpico entre os grupos (o 1º de um grupo enfrenta o 4º do outro e, assim, sucessivamente) em jogos de ida e volta. Os vencedores avançam às semifinais e depois às finais, disputadas também em jogos de ida e volta.

### Critérios de desempate
Os critério de desempate serão aplicados na seguinte ordem:
1. Maior número de vitórias
2. Maior saldo de gols
3. Maior número de gols pró (marcados)
4. Confronto direto
5. Menor número no somatório de cartões vermelhos (3 pontos cada) e cartões amarelos (1 ponto cada)
6. Sorteio

## Equipes participantes
| Equipe                 | Cidade       | Em 2010        | Estádio                     | Capacidade |
| ---------------------- | ------------ | -------------- | --------------------------- | ---------- |
| Botafogo               | Jaguaré      | Não participou | Conilon                     | 4 000      |
| Capixaba               | Guaçuí       | Não participou | Francisco Lacerda de Aguiar | 4 000      |
| ESSE                   | Colatina     | Não participou | Justiniano de Melo e Silva  | 4 000      |
| Desportiva Ferroviária | Cariacica    | Não participou | Engenheiro Alencar Araripe  | 4 000      |
| Linhares               | Linhares     | Não participou | Joaquim Calmon              | 1 100      |
| Real Noroeste          | Águia Branca | Não participou | José Olímpio da Rocha       | 4 000      |
| Rio Branco-ES          | Vitória      | Vice-campeão   | Ninho da Águia              | 2 400      |
| Serra                  | Serra        | 5º             | Robertão                    | 3 000      |
| Vilavelhense           | Vila Velha   | Não participou | Engenheiro Araripe          | 13 410     |
| Vitória-ES             | Vitória      | Campeão        | Ninho da Águia              | 2 400      |

## Classificação
Grupo A
| 1 | Desportiva   | 16 | 8 | 5 | 1 | 2 | 15 | 7  | 8  |
| 2 | Rio Branco   | 14 | 8 | 3 | 5 | 0 | 10 | 5  | 5  |
| 3 | Vilavelhense | 11 | 8 | 3 | 2 | 3 | 1  | 10 | -3 |
| 4 | EC Capixaba  | 6  | 8 | 1 | 3 | 2 | 3  | 4  | -1 |
| 5 | Serra        | 6  | 8 | 1 | 3 | 3 | 8  | 12 | -4 |

Grupo B
| 1 | Real Noroeste  | 14 | 8 | 4 | 2 | 2 | 12 | 9  | 3  |
| 2 | Vitória        | 13 | 8 | 3 | 4 | 1 | 9  | 7  | 2  |
| 3 | Botafogo       | 13 | 8 | 3 | 4 | 1 | 8  | 7  | 1  |
| 4 | Linhares FC    | 6  | 8 | 1 | 3 | 4 | 11 | 13 | -2 |
| 5 | ES de Colatina | 6  | 8 | 1 | 3 | 4 | 7  | 11 | -4 |

## Semi Final
| 29 de Agosto | Vitória-ES | 0 - 1          | Desportiva Ferroviária | Estádio Salvador Costa, Vitória |
| 15:00        |            | Súmula Borderô | Tony 17'               | Árbitro:                        |

| 29 de Agosto | Rio Branco | 0 - 0          | Real Noroeste | Estádio Engenheiro Alencar Araripe, Cariacica |
| 15:30        |            | Súmula Borderô |               | Árbitro:                                      |

## Premiação
| Copa Espírito Santo de 2011       |
| Águia Branca                      |
| --------------------------------- |
| Real Noroeste Campeão (1º título) |